# Andoni Goikoetxea
Andoni Goikoetxea Olaskoaga (Alonsotegi, 23 maggio 1956) è un allenatore di calcio ed ex calciatore spagnolo.
Ha giocato come difensore nell'Athletic Bilbao, nell'Atlético Madrid, nella nazionale spagnola e nella selezione basca. Tra i tifosi dell'Athletic Club è conosciuto come El Gigante de Alonsotegi (Il Gigante di Alonsotegi).
È considerato uno dei giocatori più violenti della storia. Conosciuto anche come "Il macellaio di Bilbao" proprio per la scorrettezza dei suoi interventi, fu celebre uno in cui spezzò la caviglia a Diego Armando Maradona.

## Caratteristiche Tecniche
Stopper dotato di un fisico possente, poteva essere schierato anche come mediano. Si distingueva per il suo stile di gioco, molto aggressivo e talvolta violento ma risultava comunque molto efficace, era molto attento e puntuale nelle chiusure e riusciva sempre a contenere brillantemente l'attaccante avversario esercitando una pressione asfissiante su di esso. Per questo era un idolo tra i tifosi dell'Athletic Bilbao ma allo stesso tempo divenne uno dei calciatori più discussi di sempre creandosi non poche inimicizie, una su tutte è quella con la tifoseria del Barcellona a causa del serio infortunio che ha causato a Diego Armando Maradona.
Nonostante questo Goikoetxea era propenso anche a sganciarsi in fase offensiva, era dotato di una buona velocità che lo rendeva pericoloso negli inserimenti da palla inattiva, una discreta tecnica individuale e anche di un buon tiro dalla distanza.

## Carriera

### Giocatore
Iniziò la carriera nelle giovanili dell'Arbuyo, prima di trasferirsi all'Athletic Bilbao nel 1974. Prima di essere integrato nella squadra titolare, giocò nella squadra delle riserve. Durante gli anni ottanta, insieme con Dani, Manuel Sarabia, Txato Nuñez, José Ramón Gallego, ed Andoni Zubizarreta, fece parte dell'Athletic Bilbao allenato da Javier Clemente che vinse la Liga per due volte consecutive nel 1983 e nel 1984 (in quest'ultimo anno vinse anche la Coppa del Re).
È perlopiù ricordato per il suo famoso e violento fallo su Diego Armando Maradona in un match della Liga, al Camp Nou di Barcellona, il 24 settembre 1983, in cui l'argentino subì una frattura della caviglia sinistra in tre punti diversi. A seguito di questo episodio, Goikoetxea rimediò ben diciotto giornate di squalifica, poi ridotte a sei, dal giudice sportivo: divenne subito conosciuto come il Macellaio di Bilbao, e proclamato il calciatore più cattivo della storia dal quotidiano inglese The Times. In totale con l'Athletic disputò 369 partite e segnò 44 gol, prima di abbandonare la squadra nel 1987, per giocare per tre stagioni nell'Atlético Madrid. Nel 1990 si è quindi ritirato.
Giocò anche 39 partite per la Spagna, debuttando contro i Paesi Bassi il 16 febbraio 1983. Ha rappresentato la Spagna sia al campionato d'Europa 1984 sia al campionato del mondo 1986. Durante quest'ultima competizione, precisamente nella partita contro la Danimarca, realizzò uno dei suoi quattro gol internazionali. Ha anche giocato due partite con la Euskal Selekzioa, la selezione basca, nel 1979 e nel 1988.

### Allenatore
Dal suo ritiro come giocatore ha allenato numerose squadre nella Liga e nella Segunda División, tra cui Salamanca (1996-98, 2004-05), Compostela (1998-99), Numancia (1990-2000, 2005-06), Racing Santander (2000-01) e Rayo Vallecano (2001-02). Nel 1996-97 ha guidato il Salamanca alla promozione della Liga, grazie al secondo posto ottenuto nella Segunda División. È stato altresì il vice di Javier Clemente, commissario tecnico della Nazionale spagnola durante il campionato del mondo 1994, nonché allenatore della rappresentativa Under-20 durante i campionati mondiali di categoria del 1995.
Nel 2008 il tabloid britannico The Sun lo ha posizionato al secondo posto nella classifica dei calciatori più fallosi di sempre, alle spalle di Graeme Souness. Il 15 dicembre 2010 subentrò sulla panchina del Ceuta, e venne poi esonerato nell'aprile 2011. Nel marzo 2013 diventa il nuovo selezionatore della Guinea Equatoriale, sino al 2015.

## Palmarès

### Giocatore

#### Club

##### Competizioni nazionali
- Campionato spagnolo: 2

Athletic Bilbao: 1982-1983, 1983-1984
- Coppa di Spagna: 1

Athletic Bilbao: 1983-1984
- Supercoppa di Spagna: 1

Athletic Bilbao: 1984